# Dai miei amici cantautori
Dai miei amici cantautori è un album di Fiorello pubblicato nel 1997.

## Tracce
1. Il cielo - 4:36
2. Ricordati di me - 5:08
3. Donne (remix by Molella) - 3:37
4. Terra promessa (remix by Molella) - 3:30
5. Una carezza in un pugno - 3:52
6. Un mondo d'amore (Gam Gam Remix) - 3:17
7. Cinque giorni - 4:02
8. La canzone del sole (remix by Molella) - 5:08
9. Vita spericolata - 4:50
10. Centro di gravità - 3:47
11. La mia banda suona il rock - 3:47
12. Una lunga storia d'amore - 4:08
13. Gloria - 4:53
14. Il gatto e la volpe - 2:55
15. Questo piccolo grande amore - 5:40
16. Io vagabondo (che non sono altro) - 3:45